# Andy Tenbult
Andy Tenbult (né le 23 janvier 1960 à Onaping, dans la province de l'Ontario au Canada) est un joueur néerlandais de hockey sur glace et un joueur canadien de hockey sur glace.

## Carrière de joueur
Il commence sa carrière en 1988 avec l'IJ.H.C. Assen dans la Eredivisie ijshockey.

## Statistiques de carrière
| Saison    | Équipe                     | Ligue                |    | Saison régulière | Saison régulière | Saison régulière | Saison régulière | Saison régulière |    | Séries éliminatoires | Séries éliminatoires | Séries éliminatoires | Séries éliminatoires | Séries éliminatoires |
| Saison    | Équipe                     | Ligue                | PJ | B                | A                | Pts              | Pun              | PJ               | B  | A                    | Pts                  | Pun                  |                      |                      |
| 1980-1981 | IJ.H.C. Assen              | Eredivisie ijshockey | 32 | 24               | 22               | 46               | 67               | -                | -  | -                    | -                    | -                    |                      |                      |
| 1982-1983 | Smoke Eaters Geleen        | Eredivisie ijshockey | 38 | 35               | 28               | 63               | 32               | -                | -  | -                    | -                    | -                    |                      |                      |
| 1983-1984 | Smoke Eaters Geleen        | Eredivisie ijshockey | 27 | 29               | 30               | 59               | 22               | 8                | 8  | 9                    | 17                   | 12                   |                      |                      |
| 1984-1985 | Smoke Eaters Geleen        | Eredivisie ijshockey | 31 | 33               | 35               | 68               | 24               | -                | -  | -                    | -                    | -                    |                      |                      |
| 1985-1986 | Smoke Eaters Geleen        | Eredivisie ijshockey | 32 | 22               | 34               | 56               | 34               | 8                | 8  | 12                   | 20                   | 4                    |                      |                      |
| 1986-1987 | Smoke Eaters Geleen        | Eredivisie ijshockey | 30 | 19               | 21               | 40               | 34               | 15               | 7  | 11                   | 18                   | 8                    |                      |                      |
| 1987-1988 | Smoke Eaters Geleen        | Eredivisie ijshockey | 19 | 10               | 14               | 24               | 16               | 21               | 13 | 13                   | 26                   | 21                   |                      |                      |
| 1988-1989 | Romijnders Devils Nijmegen | Eredivisie ijshockey | 28 | 23               | 20               | 43               | 14               | 12               | 11 | 12                   | 23                   | 2                    |                      |                      |
| 1989-1990 | Romijnders Devils Nijmegen | Eredivisie ijshockey | 28 | 11               | 29               | 40               | 30               | 13               | 6  | 9                    | 15                   | 4                    |                      |                      |
| 1990-1991 | Romijnders Devils Nijmegen | Eredivisie ijshockey | 23 | 8                | 38               | 46               | 12               | 9                | 5  | 5                    | 10                   | 6                    |                      |                      |
| 1991-1992 | Romijnders Devils Nijmegen | Eredivisie ijshockey | 29 | 13               | 28               | 41               | 46               | -                | -  | -                    | -                    | -                    |                      |                      |
| 1992-1993 | Romijnders Devils Nijmegen | Eredivisie ijshockey | 26 | 10               | 19               | 29               | 14               | 16               | 7  | 4                    | 11                   | 14                   |                      |                      |
| 1993-1994 | Romijnders Devils Nijmegen | Eredivisie ijshockey | 23 | 15               | 22               | 37               | 37               | 9                | 2  | 4                    | 6                    | 6                    |                      |                      |
| 1994-1995 | Romijnders Devils Nijmegen | Eredivisie ijshockey | 26 | 13               | 33               | 46               | 6                | 4                | 1  | 5                    | 6                    | 0                    |                      |                      |
| 1995-1996 | Romijnders Devils Nijmegen | Eredivisie ijshockey | 30 | 10               | 44               | 54               | 26               | 10               | 4  | 6                    | 10                   | 8                    |                      |                      |
| 1997-1998 | IJCU Dragons Utrecht       | Eredivisie ijshockey | 1  | 0                | 0                | 0                | 2                | -                | -  | -                    | -                    | -                    |                      |                      |
| 1999-2000 | Heerenveen Flyers          | Eredivisie ijshockey | 14 | 1                | 12               | 13               | 8                | -                | -  | -                    | -                    | -                    |                      |                      |
| 2000-2001 | Heerenveen Flyers          | Eredivisie ijshockey | 16 | 2                | 4                | 6                | 47               | 1                | 0  | 0                    | 0                    | 0                    |                      |                      |
| 2003-2004 | Smoke Eaters Geleen        | Eredivisie ijshockey | 2  | 3                | 6                | 9                | 2                | -                | -  | -                    | -                    | -                    |                      |                      |
| 2005-2006 | Smoke Eaters Geleen        | Eredivisie ijshockey | 1  | 0                | 0                | 0                | 0                | -                | -  | -                    | -                    | -                    |                      |                      |